# マーク・ホイットフィールド
マーク・ホイットフィールド（Mark Whitfield、1966年10月6日 - ）は、アメリカのジャズ・ギタリスト。

## 略歴
ホイットフィールドはニューヨーク州リンデンハーストで生まれた。ジャック・マクダフ、ジミー・スミス、コートニー・パイン、ニコラス・ペイトン、クリス・ボッティと共に活動してきた。
2000年に、ホイットフィールドは、Star Licks Productionsのために『Mark Whitfield: Star Licks Master Sessions』というタイトルの教育用ギター・ビデオをリリースした。2017年には『Mark Whitfield: Land the Gig』というタイトルの一連の教育ビデオを撮影している。

## ディスコグラフィ

### リーダー・アルバム
- 『ザ・マークスマン』 - The Marksman (1990年、Warner Bros.)
- 『パトリース』 - Patrice (1991年、Warner Bros.)
- 『マーク・ホイットフィールド』 - Mark Whitfield (1993年、Warner Bros.)
- 『トゥルー・ブルー』 - True Blue (1994年、Verve)
- 『7thアヴェニュー・ストロール』 - 7th Ave. Stroll (1995年、Verve)
- 『フォーエヴァー・ラヴ』 - Forever Love (1997年、Verve)
- Raw (2000年、Transparent Music)
- 『ソウル・カンヴァセーション』 - Soul Conversation (2000年、Transparent Music) ※with JK
- Featuring Panther (2005年、Dirty Soap)
- 『トリオ・パラダイス』 - Trio Paradise (2005年、Vega)
- 『マーク・ホイットフィールド・アンド・ザ・グルーヴ・マスターズ』 - Mark Whitfield and the Groove Masters (2006年、Vega)
- Grace (2017年、Marksman)
- Live & Uncut (2017年、Chesky)

### 参加アルバム
- カール・アレン : 『テスティモーニアル』 - Testimonial (1995年、Atlantic)
- Sean Ardoin : Sean Ardoin 'n' ZydeKool (1999年)
- テオドロス・エイヴリィ : 『マイ・ジェネレーション』 - My Generation (1996年、Impulse!)
- ベータ・レイディオ : Seven Sisters (2011年、Beta Radio)
- パット・ビアンキ : East Coast Roots (2006年、Jazzed Media)
- メアリー・J. ブライジ : 『ノー・モア・ドラマ』 - No More Drama (2001年、MCA)
- クリス・ボッティ : 『クリス・ボッティ・イン・ボストン』 - In Boston (2009年、Decca)
- ディアンジェロ : 『ブラウン・シュガー』 - Brown Sugar (1995年、EMI)
- マイケル・ディーズ : Grace (2010年、Jazz Legacy)
- ラッセル・ガン : Blue On the D.L. (2002年、HighNote)
- ドナルド・ハリソン : 『フル・サークル』 - Full Circle (1990年、Sweet Basil)
- ドナルド・ハリソン/テレンス・ブランチャード : Black Pearl (1988年、CBS)
- コンラッド・ハーウィグ : Obligation (2005年、Criss Cross)
- ジャヴォン・ジャクソン : Easy Does It (2003年、Palmetto)
- ジャヴォン・ジャクソン : Have You Heard (2005年、Palmetto)
- エクトル・マルチニョン : Refugee (2007年、Zoho)
- ピーター・マーティン : 『ニューオリンズの星』 - New Stars from New Orleans (1994年、Paddle Wheel)
- クリスチャン・マクブライド : 『フィンガーペインティング〜ザ・ミュージック・オブ・ハービー・ハンコック』 - Fingerpainting (1997年、Verve)
- クリスチャン・マクブライド : For Jimmy, Wes and Oliver (2020年、Mack Avenue)
- ジャック・マクダフ : Bringin' It Home (1999年、Concord Jazz)
- サラ・マッケンジー : Paris in the Rain (2017年、Impulse!)
- ジェイソン・マイルズ : To Grover with Love (2006年、ARTizen)
- ニコラス・ペイトン : 『フロム・ディス・モーメント』 - From This Moment (1995年、Verve)
- コートニー・パイン : Modern Day Jazz Stories (1995年、Antilles)
- コートニー・パイン : Underground (1997年、Talkin' Loud)
- ジミー・スミス : 『ダム!』 - Damn! (1995年、Verve)
- ジミー・スミス : 『エンジェル・アイズ』 - Angel Eyes (1996年、Verve)
- スペシャルEFX : Here to Stay (1997年、JVC)
- サイ・スミス : Sometimes a Rose Will Grow in Concrete (2018年、Psyko!)
- カミーユ・サーマン : Inside the Moment (2017年、Chesky)
- シダー・ウォルトン : Roots (1999年、Astor Place)
- アーニー・ワッツ : 『ザ・ロング・ロード・ホーム』 - The Long Road Home (1996年、JVC)
- ジェームス・ウィリアムス : Classic Encounters! (2000年、DIW)
- ジョー・ザヴィヌル、マーク・ホイットフィールド、ウォレス・ルーニー : A-013 (1995年、Jazz A Go-go)